# Пиа, Жан
Жан Пиа (фр. Jean Piat; 23 сентября 1924, Ланнуа — 18 сентября 2018, Булонь-Бийанкур) — французский актёр кино и театра.

## Биография
Пиа родился в Ланнуа одной из многочисленных коммун департамента Нор. Он впервые выступил на сцене Комеди Франсез 1 сентября 1947 года, а полноправным участником труппы стал 1 января 1953-го. С 1973 года он носит звание почётного члена труппы. Жан Пиа является офицером ордена Почётного легиона и Ордена искусств и литературы, а также великим офицером национального ордена «За заслуги» Преподавал актёрское мастерство.
Известен как мастер озвучивания. На французском языке озвучивал роль Гэндальфа во всех частях кинотрилогий «Властелин колец» и «Хоббит».
Был женат на актрисе Франсуазе Энжель (умерла в 2005 году в возрасте 84 лет).

## Избранная фильмография
- 1948 — Хромой дьявол